# Бодунов, Александр Иванович
Алекса́ндр Ива́нович Бодуно́в (3 июня 1951, Москва — 11 мая 2017, Московская область) — советский хоккеист, нападающий, двукратный чемпион мира по хоккею в составе сборной СССР (1973, 1974). Мастер спорта СССР международного класса, заслуженный мастер спорта России.

## Биография
Родился в Москве. Начал играть в 1965 году в ДЮСШ ЦСКА. В те времена попасть в основу ЦСКА было очень трудно, и после дочерней команды СКА МВО в 1971 году  Бодунов вместе со своими будущими партнерами по звену Вячеславом Анисиным и Юрием Лебедевым были переведены в «Крылья Советов». Инициатором создания звена стал Борис Павлович Кулагин, возглавивший «Крылья Советов» посреди сезона 1970/71. В сезоне 1973 клуб стал чемпионом СССР. Ударной силой команды была тройка Анисина с Лебедевым и Бодуновым по краям. В чемпионском сезоне она завоевала и приз «Труда», забив 64 шайбы. В этом сочетании Кулагин использовал эту тройку в сборной в третьем матче Суперсерии—1972. Звено забило в тот день два гола — при счёте 2:4 третий и четвёртый. В течение двух лет тройка играла в сборной, а Лебедев и Анисин, в разных звеньях, участвовали и в первенстве планеты 1975 года.
Затем Кулагин перешёл в «Спартак». После двух сезонов вернулся в «Крылья» на один сезон.
Александр Бодунов, даже имея два титула чемпиона мира, звания Заслуженного мастера спорта СССР так и не получил. По данным «Советского спорта», в 2003 году получил звание заслуженного мастера спорта России.
В 1996 году стал первым тренером новосозданного подмосковного «Витязя». В январе 2005 года вновь возглавил эту команду; по итогам сезона 2004/05 «Витязь» вышел из второго по значимости дивизиона в Суперлигу. В межсезонье 2005 года команду возглавил Анатолий Богданов, однако в октябре он был отправлен в отставку; бо́льшую часть сезона 2005/06 главным тренером «Витязя» вновь был Бодунов. В сезонах 2006/07 и 2008/09 Бодунов тренировал вторую команду «Витязя».
Скончался 11 мая 2017 года, на своей даче близ посёлка Тучково (Рузский городской округ, Московская область).

## Достижения
- Чемпион Европы среди юниоров — 1970.
- Чемпион Всемирной зимней универсиады — 1972.
- Чемпион мира и Европы — 1973, 1974.
- Участник Суперсерии—1972, 1974
- Чемпион СССР — 1970, 1974.
- Второй призёр чемпионата СССР — 1975.
- Третий призёр чемпионата СССР — 1973, 1978, 1980.
- Чемпион РСФСР — 1971.

- Обладатель Кубка СССР 1974.
- Обладатель Кубка европейских чемпионов 1974—1975 гг. (финал состоялся в 1977 г.)
- В чемпионатах мира и Европы — 16 матчей, 7 голов.
- В чемпионатах СССР — 378 матчей, 206 голов.

## Статистика выступлений
|                          |                          |                          | Регулярный сезон | Регулярный сезон | Регулярный сезон | Регулярный сезон | Регулярный сезон |
| Сезон                    | Команда                  | Лига                     | Игр              | Г                | П                | О                | ШТ               |
| ------------------------ | ------------------------ | ------------------------ | ---------------- | ---------------- | ---------------- | ---------------- | ---------------- |
| 1967/68                  | ЦСКА Москва              | высшая                   | 1                |                  |                  |                  |                  |
| 1969/70                  | ЦСКА Москва              | высшая                   | 15               | 8                |                  |                  |                  |
| 1970/71                  | ЦСКА Москва              | высшая                   | 12               | 5                |                  |                  |                  |
| 1970/71                  | СКА МВО                  | вторая                   |                  |                  |                  |                  |                  |
| 1971/72                  | Крылья Советов Москва    | высшая                   | 32               | 18               | 4                | 22               | 12               |
| 1972/73                  | Крылья Советов Москва    | высшая                   | 31               | 19               | 6                | 25               | 10               |
| 1973/74                  | Крылья Советов Москва    | высшая                   | 32               | 20               | 16               | 36               | 20               |
| 1974/75                  | Крылья Советов Москва    | высшая                   | 36               | 29               | 9                | 38               | 14               |
| 1975/76                  | Крылья Советов Москва    | высшая                   | 36               | 22               | 11               | 33               | 22               |
| 1976/77                  | Крылья Советов Москва    | высшая                   | 36               | 28               | 16               | 44               | 40               |
| 1977/78                  | Крылья Советов Москва    | высшая                   | 33               | 18               | 10               | 28               | 20               |
| 1978/79                  | Крылья Советов Москва    | высшая                   | 42               | 24               | 14               | 38               | 31               |
| 1979/80                  | Спартак Москва           | высшая                   | 37               | 5                | 7                | 12               | 14               |
| 1980/81                  | Спартак Москва           | высшая                   | 12               | 3                | 3                | 6                | 4                |
| 1981/82                  | Крылья Советов Москва    | высшая                   | 23               | 7                | 6                | 13               | 8                |
| Всего в чемпионатах СССР | Всего в чемпионатах СССР | Всего в чемпионатах СССР | 378              | 207              | 103              | 310              |                  |

## Статистика выступлений в Суперсериях
| Сезон   | Команда               | Соперник     | Игр | Г | П | О | ШТ |
| ------- | --------------------- | ------------ | --- | - | - | - | -- |
| 1972    | СССР                  | Канада (НХЛ) | 3   | 1 | 0 | 1 | 0  |
| 1974    | СССР                  | Канада (ВХА) | 6   | 1 | 0 | 1 | 4  |
| 1975/76 | Крылья Советов Москва | НХЛ          | 2   | 0 | 1 | 1 | 0  |
| 1978/79 | Крылья Советов Москва | НХЛ          | 4   | 0 | 0 | 0 | 0  |

## Статистика выступлений за сборную
| Год  | Сборная    | Турнир                 | Место  |    | И | Г | П  | О | Штр |
| ---- | ---------- | ---------------------- | ------ | -- | - | - | -- | - | --- |
| 1970 | СССР (юни) | Чемпионат Европы (юни) | Золото | 5  | 4 |   |    |   |     |
| 1973 | СССР       | Чемпионат мира         | Золото | 10 | 7 | 8 | 15 | 6 |     |
| 1974 | СССР       | Чемпионат мира         | Золото | 6  | 0 | 1 | 1  | 0 |     |